# Ja soschla s uma
Ja soschla s uma (russisch Я сошла с ума; deutsch „Ich habe den Verstand verloren“) ist ein Song des Gesangs-Duos t.A.T.u. und gleichzeitig deren erste Single. Er wurde am 19. Dezember 2000 in Russland veröffentlicht und hatte dort großen Erfolg. Obwohl das Lied erst zwölf Tage vor Jahresende veröffentlicht wurde, erreichte es Platz 89 der russischen Jahresendcharts. Insgesamt belegte das Stück viereinhalb Monate lang die Spitzenposition der Radiocharts.

## Entstehung
Der Text zum Lied wurde von Jelena Kiper und Waleri Poljenko geschrieben, während Sergio Galoyan die Musik komponierte. Es wurden fünf verschiedene Textversionen für das Lied angefertigt, noch bevor mit den Demoaufnahmen begonnen wurde. In einem dieser frühen Entwürfe tauchten die Worte „Ja soschla s uma“ im Refrain auf. Kiper gibt an, ihr seien diese Worte nach dem Erwachen aus einer Narkose beim Zahnarzt eingefallen. Iwan Schapowalow steuerte laut eigener Aussage noch die Worte „Mne nuschna ona“ (deutsch Ich brauche sie) bei und entschied sich schließlich für diese Textversion.
Kurz vor Beginn des Videodrehs bat Schapowalows Geldgeber, der IT-Unternehmer Boris Renski, darum, das Projekt t.A.T.u. abzubrechen, da er nicht an einen Erfolg des Duos glaubte. Schapowalow schaffte es aber, Renski umzustimmen und diesen zur Zahlung einer letzten Geldsumme in Höhe von 35.000 Dollar zu überreden, sodass das Musikvideo doch noch gedreht und die Single veröffentlicht werden konnte.

## Veröffentlichung
Am 19. Dezember feierte Ja soschla s uma Radiopremiere und wurde gleichzeitig in Russland als Single veröffentlicht. Sie enthielt neben dem Song auch vier Remixe und zwei Musikvideos, davon ein Remix-Video. Das dazugehörige Musikvideo erschien am selben Tag bei MTV Russland. Nationale und lokale russische Radiosender spielten den Song insgesamt 10.000 mal. Die Single verkaufte sich über 50.000 mal innerhalb Russlands, sowie geschätzte 200.000 mal als Schwarzkopie. 18 Wochen lang stand Ja soschla s uma auf Platz eins der russischen Singlecharts.
Auch außerhalb Russlands war die Single erfolgreich: Im Oktober 2001 wurde sie offiziell in Tschechien, Bulgarien und der Slowakei veröffentlicht, nachdem sie dort bereits als illegale Schwarzkopie Verbreitung gefunden hatte. Noch am Erscheinungstag sprang sie auf Platz eins der Charts des bulgarischen Jugend-Senders MM-Channel. Außerdem stieg sie auf Platz eins der polnischen Radio-Airplay-Charts, erreichte Platz 18 in den tschechischen Top-50-Charts und Rang acht in den lettischen Top-30-Charts.
Im Spätsommer 2002 wurde die englische Version des Liedes (All the Things She Said) europaweit veröffentlicht und in den Jahren darauf ein großer kommerzieller Erfolg.

## Musikvideo
Gefördert wurde der Erfolg des Liedes, mit dem t.A.T.u. in Osteuropa große Bekanntheit erlangten, maßgeblich durch das kontroverse Musikvideo zum Song. Die damals noch minderjährigen Sängerinnen Julija Wolkowa und Jelena Katina küssen sich in diesem und tragen dabei katholische Schuluniformen, während eine Menschenmenge ihnen dabei staunend und entsetzt zusieht. Die Menschen tuscheln und schütteln den Kopf, wodurch die von Vorurteilen und Diskriminierung geprägte Behandlung von Homosexuellen dargestellt wird. Am Ende des Videos gehen die beiden Protagonistinnen Hand in Hand fort und einem Sonnenaufgang entgegen, was als symbolischer Akt der Befreiung von der Unterdrückung durch die Gesellschaft interpretiert werden kann.
Der Videodreh fand auf einem stillgelegten Rollfeld des Chodynkafeldes in Moskau statt und kostete laut dem Regisseur Iwan Schapowalow zwischen 25.000 und 30.000 US-Dollar. Die Szenen, die die Menschenmenge durch den Zaun hindurch zeigen und auch im Hintergrund Kraftfahrzeugverkehr erkennen lassen, wurden am Kutusow-Prospekt gedreht. Die Dreharbeiten begannen am 4. September 2000 und dauerten mehrere Tage lang an. Um die beiden Sängerinnen seinen Vorstellungen entsprechend anzupassen, ließ Schapowalow Katina 10 Kilogramm abnehmen und Wolkowa ihre eigentlich blonden Haare schwarz färben, sowie beide Mädchen Bräunungscreme anwenden.
MTV Russland, das auch in vielen nicht-russischen Ländern empfangen werden kann, sendete das Video auf dem Höhepunkt der Popularität 35 mal pro Woche, der nationale Musiksender MUZ-TV im gleichen Zeitraum 20 mal. Für beide Musiksender war dies zum damaligen Zeitpunkt ein außerordentlich hoher Wert. Obwohl es anfängliche Bedenken gegeben hatte, der Videoclip könnte boykottiert oder zensiert werden, wurde das Musikvideo nach Ansicht von t.A.T.u.s damaligem Manager, Produzenten und Videoregisseur, Iwan Schapowalow, zu oft von den Musiksendern gespielt. Ein Making-of wurde später ebenfalls über MTV Russland veröffentlicht.

## Preise
In Russland wurden Lied und Musikvideo zahlreich ausgezeichnet, so etwa mit dem „100 Pound Hit Award“ des Radiosenders Hit FM. Die Preisübergabe fand im prestigeträchtigen Staatlichen Kremlpalast in Moskau statt. In New York City wurden t.A.T.u. für das Musikvideo zum Stück geehrt und erhielten bei den MTV Video Music Awards den Preis für das beste russische Musikvideo des Jahres (Viewer Choice Best Russian Video). Das Ergebnis war durch ein Zuschauervoting zustande gekommen.

## Weitere Veröffentlichungen
Zum Lied existiert eine große Anzahl von Remixversionen, die sich etwa auf der Single selbst oder dem Remixalbum t.A.T.u. Remixes finden. Zu Ja soschla s uma - DJ Ram Remix und Ja soschla s uma - HarDrum Remix wurden eigene Remixvideos produziert, die ebenfalls häufig von diversen Musiksendern ausgestrahlt wurden.
Für das englischsprachige Debütalbum wurde das Lied neu abgemischt. Der Gesang aus der russischen Originalversion wurde auf das rockigere Instrumental von All the Things She Said gelegt. Diese Version war für den westlichen Musikmarkt bestimmt und findet sich auch auf der Single zu All the Things She Said und dem Kompilationsalbum t.A.T.u. The Best. Osteuropäische und russische Radios spielten und spielen allerdings fast ausschließlich die Originalversion des Liedes aus dem Jahr 2000, die deutlich populärer ist.

## Titelliste der Single
Russische Maxi-CD
1. Ja soschla s uma (Original-Edit)
2. Ja soschla s uma (DJ Ram-Remix)
3. Ja soschla s uma (Galoyan Slow-Remix)
4. Ja soschla s uma (Galoyan Breakbeat-Remix)
5. Ja soschla s uma (HarDrum-Remix)
6. Ja soschla s uma (Musik-Video)
7. Ja soschla s uma (HarDrum Remix-Video)

Promo-Single (Polen)
1. Ja soschla s uma